# غريغ ويلسون
غريغ ويلسون (بالإنجليزية: Greg Wilson)‏ (و. 1990  م) هو لاعب كرة قدم أمريكية، ولاعب كرة القدم الكندية، من الولايات المتحدة، ولد في دانفيل، كونترا كوستا، كاليفورنيا، يلعب كمستقبل واسع ‏.

## التعليم
تعلم في جامعة فوردهام.

## روابط خارجية
- غريغ ويلسون على موقع مرجع كرة القدم المحترفة.كوم (الإنجليزية)